# Dúgvan

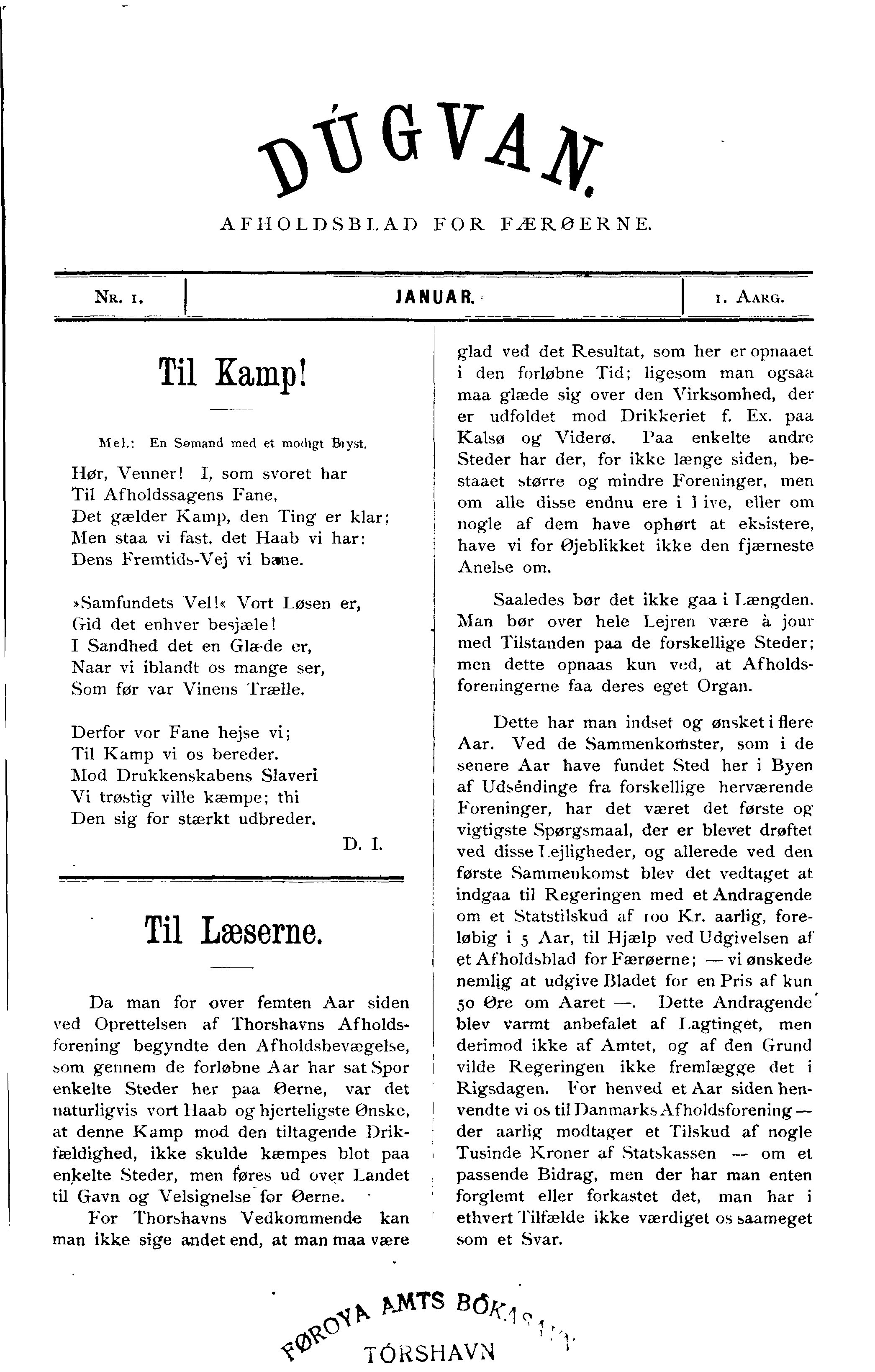
Dúgvan, första numret, 1894.

Dúgvan (”Duvan”) var den tidning som gavs ut på Färöarna från januari 1894 till 1928 och igen från 1941 till 1942.

## Chefredaktörer
- P. Jensen
- 1899–1900: R.C. Effersøe
- 1899–1907: Djóni Isaksen
- 1908–1910: Hans Andrias Djurhuus
- 1910–1915: R.C. Effersøe
- 1916–1925: Poul Niclasen